# Tam giác Ngọc lục bảo (Đông Nam Á)
Tam giác Ngọc Lục Bảo (tiếng Anh: Emerald Triangle) là khu vực biên giới tiếp giáp giữa Campuchia, Lào và Thái Lan. Khu vực này bao gồm khu vực Chong Bok (tiếng Thái: ช่องบก ) là một đèo núi xuyên qua dãy núi Dangrek tạo thành phần lớn ranh giới tự nhiên giữa Thái Lan và Campuchia. Ở Campuchia, khu vực này được gọi là Mom Bei (tiếng Khmer: មុំបី).
Tên gọi Tam giác Ngọc lục bảo được đặt ra vào năm 2000 ban đầu là tên dự án hợp tác quốc tế nhằm thúc đẩy du lịch và phát triển kinh tế trong khu vực. Tên gọi này ám chỉ đến môi trường tươi tốt của khu vực, là một cách chơi chữ dựa theo tên của khu vực Tam giác Vàng đã tồn tại từ trước giữa Lào, Thái Lan và Myanmar. Theo nghĩa rộng hơn, Tam giác Ngọc lục bảo bao gồm các khu vực ở bảy tỉnh thuộc ba quốc gia: Preah Vihear, Oddar Meanchey và Stung Treng của Campuchia, Salavan và Champasak của Lào, và Ubon Ratchathani và Sisaket của Thái Lan. Theo nghĩa hẹp, nó đề cập đến địa điểm ngã ba biên giới ba nước, nằm gần đèo Chong Bok. Đèo có độ cao 330 mét (1.080 ft).
Từ năm 1985 đến năm 1987, trong Chiến tranh Đông Dương lần thứ ba, khu vực Chong Bok là nơi diễn ra các cuộc đụng độ vũ trang khi lực lượng Việt Nam xâm nhập vào khu vực biên giới Campuchia-Thái Lan, nơi tàn quân Khmer Đỏ đóng quân. Sau khi chiến sự kết thúc, một khu triển lãm thương mại đã được xây dựng tại điểm ngã ba này như một biểu tượng của tình hữu nghị vào năm 1993.